# ایواوا
ایواوا (به لهستانی:  Iława) یک منطقهٔ مسکونی در لهستان است که در شهرستان ایواوا واقع شده‌است. ایواوا ۲۱٫۸۸ کیلومتر مربع مساحت و ۳۲٬۲۷۶ نفر جمعیت دارد.

## خواهرخوانده
شهرهای هربورن، تولن (هلند) و گارگژدای خواهرخوانده‌های ایواوا هستند.

## نگارخانه

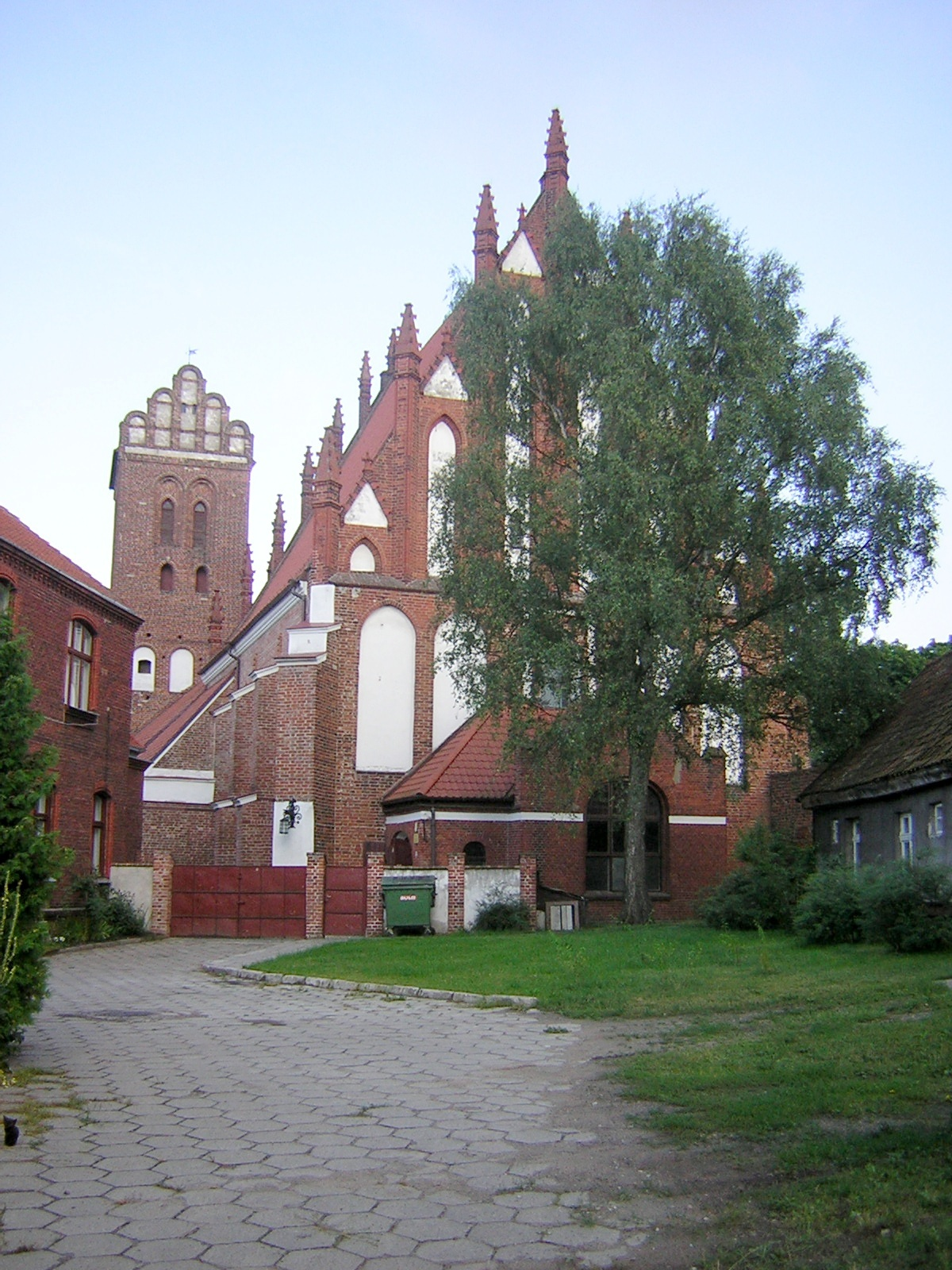
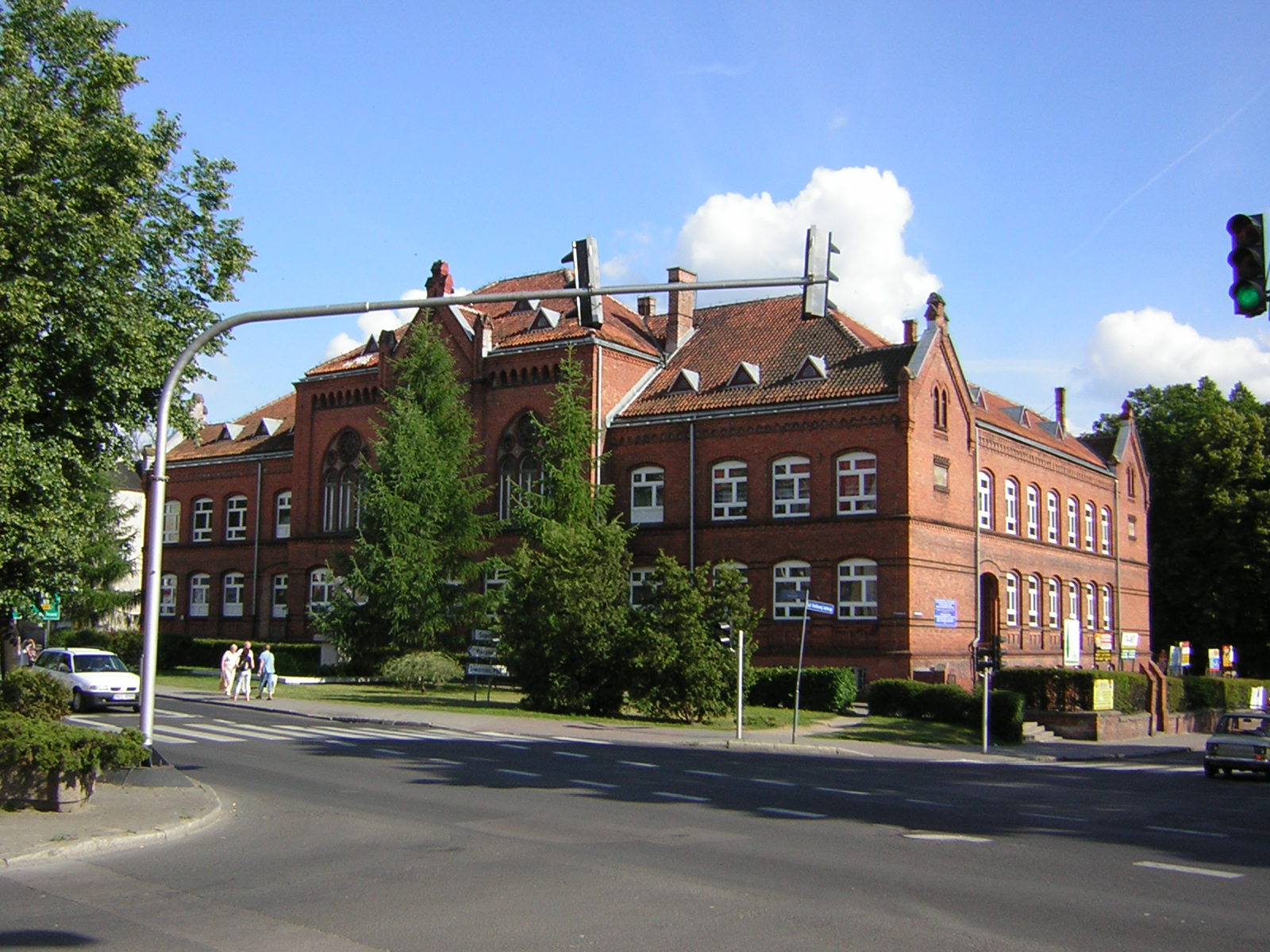
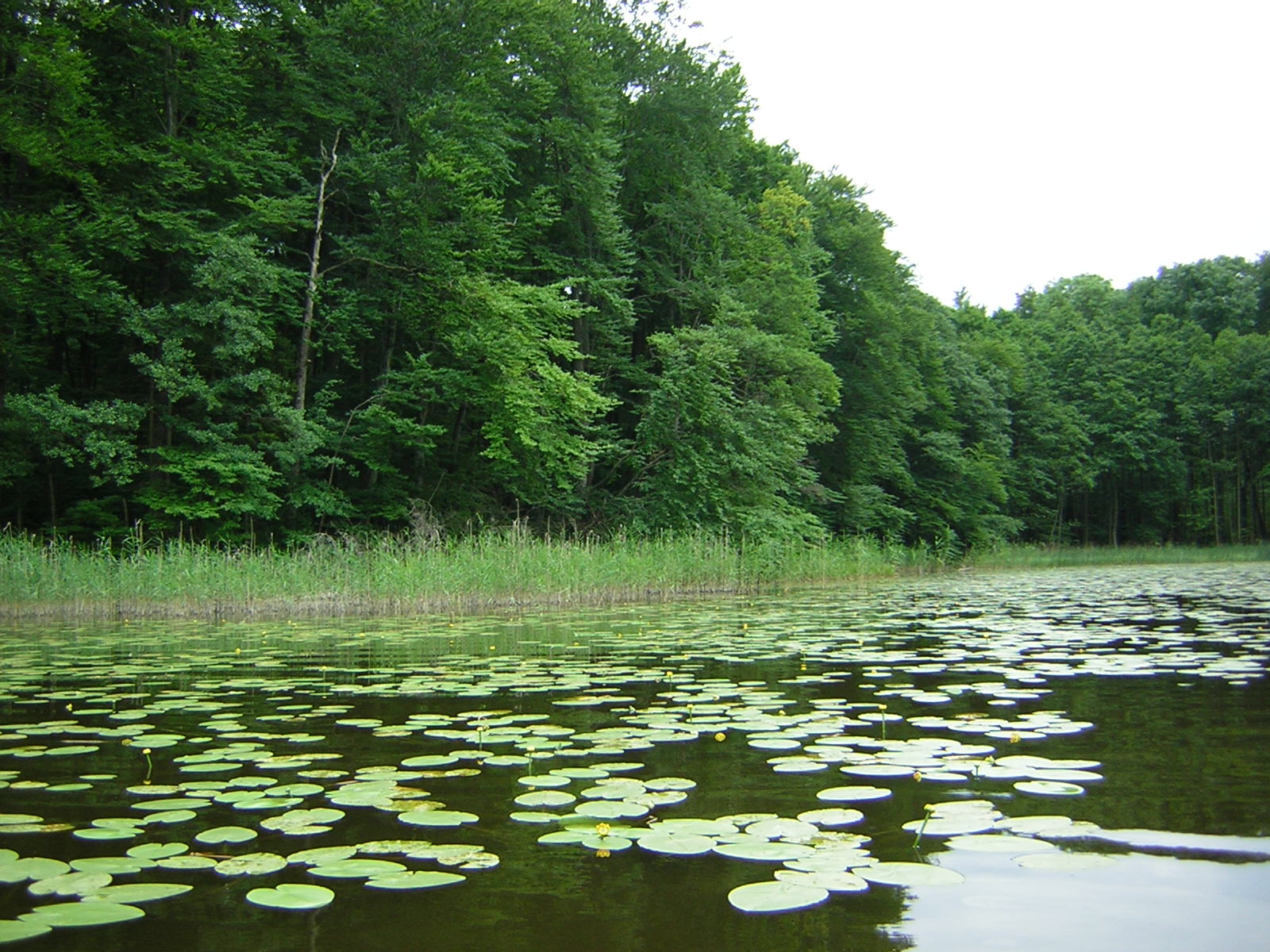
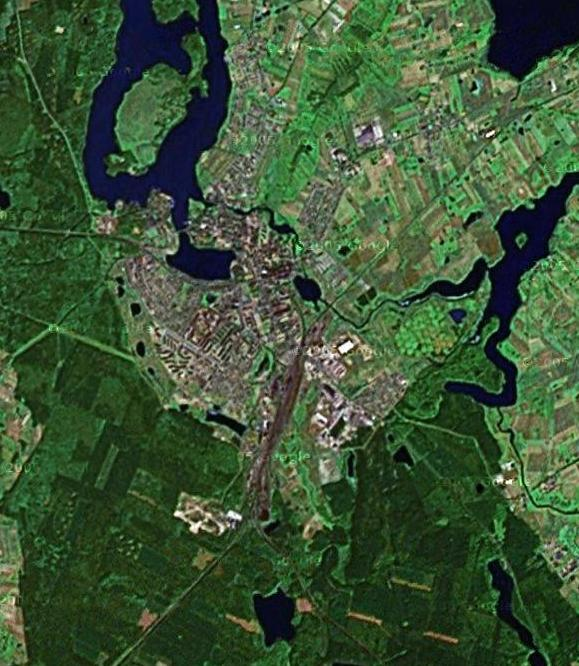
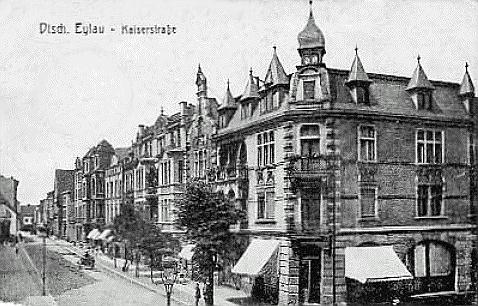